# Niklas Rockström
Mats Niklas Rockström, född 26 september 1968 i Tyresö församling, är en svensk manusförfattare.

## Filmmanus
- 2003 – Lejontämjaren
- 2005 – Moreno och tystnaden
- 2005 – Carambole
- 2005 – Borkmanns punkt
- 2005 – Svalan, katten, rosen, döden
- 2006 – Wallander – Blodsband
- 2006 – Snapphanar (TV-serie)
- 2010 – Våra vänners liv (TV-serie)
- 2013 – Wallander – Försvunnen
- 2014 – Tjockare än vatten (TV-serie)
- 2017 – Farang (TV-serie)
- 2017 – Alex (TV-serie)
- 2017–2019 – Innan vi dör (TV-serie)
- 2020 – Caliphate (TV-serie)
- 2021 – Den osannolika mördaren (TV-serie)